# Isabelle de Charrière
Isabelle de Charrière (Belle de Zuylen) (Zuylen kastély, Utrecht közelében, 1740. október 20. – Colombier, Neuchâtel kanton, 1805. december 27.) francia nyelven alkotó holland esszé-, regény- és levélíró, filozófus, zeneszerző.

## Életpályája
Régi arisztokrata családban született. Már kislánykorában feltűnt önálló gondolkodása, intellektuális érdeklődése. Svájci nevelőnőjétől sajátította el a francia nyelvet. Matematikát, fizikát, angolt és latint is tanult. 1763-ban Párizsban jelentette meg névtelenül a Le Noble szatirikus meséjét, amely a holland nemességről szólt. Az írás botrányt kavart. 1760-ban kezdett levelezni a nála 17 évvel idősebb Constant d’Hermenches svájci ezredessel, aki az utrechti garnizonban teljesített szolgálatot. Csak évekkel később derült ki, hogy Benjamin Constant nagybátyja volt. Isabelle számára ez az episztoláris kapcsolat szellemi kibontakozást jelentett, a levelek, négykezes naplóként számoltak be mindennapjaikról, de tükrözték összetett személyiségüket is. 1776-ig tartott a levelezés.
1767-ben Londonban találkozott David Hume-mal. Két kérő elutasítása után (az egyik James Boswell volt), feleségül ment fivéreinek svájci nevelőjéhez, Charles-Emmanuel de Charrière de Penthaz-hoz. Arisztokrata körökben rangon aluli házasságnak számított, de Isabelle a régen áhított szabadságot szerezte meg. A svájci vízumra várva Párizsban rajzórákat vett Maurice Quentin de La Tour festőművésztől.
1784 és 1787 között négy regényt írt. 1787-ben Párizsban találkozott Benjamin Constant-nal, egykori levélbarátjának unokaöccsével. Szoros barátság alakult ki közöttük, irodalomról, politikáról értekeztek és írtak egymásnak. 1794-ben Germaine de Staël jelent meg Constant életében, a régi barátság ápolását nehezítette az Isabelle és Germaine közötti feszültség. Isabelle nem értett teljesen egyet azokkal az elvekkel, amelyeket az új generáció követett.
A francia forradalom utáni időszakban politikai témákkal foglalkozott. Regényeiben, színműveiben és röpirataiban gyakran utalt franciaországi eseményekre. Szerette a zenét, zeneszerzéssel is próbálkozott. románcokat, menüetteket, szonátákat szerzett, sőt opera szövegkönyv is maradt utána.
A 9604 Bellevanzuylen kisbolygót róla nevezték el.

## Válogatott írásai
- Le Noble, conte moral (1763)
- Lettres neuchâteloises (1784)
- Lettres de  Mistriss Henley publiées par son amie (1784)
- Lettres écrites de Lausanne (1785)
- Caliste ou continuation de Lettres écrites de Lausanne (1787)
- Bien-né. Nouvelles et anecdotes. Apologie de la flatterie (1788)
- Courte réplique à l'auteur d'une longue réponse ; par Mme la Baronne de ... (1789)
- Plainte et défense de Thérese Levasseur (1789)
- Lettre à M. Necker sur son administration, écrite par lui-même (1791)
- L’émigré vígjáték, (1793)
- Lettres trouvées dans des portefeuilles d’émigrés (1793)
- Trois femmes (1795)
- Honorine d’Userche : nouvelle de l’Abbé de La Tour (1795)
- Sainte Anne (1799)
- Sir Walter Finch et son fils William (1806) (posztumusz kiadás)